# Газопровід

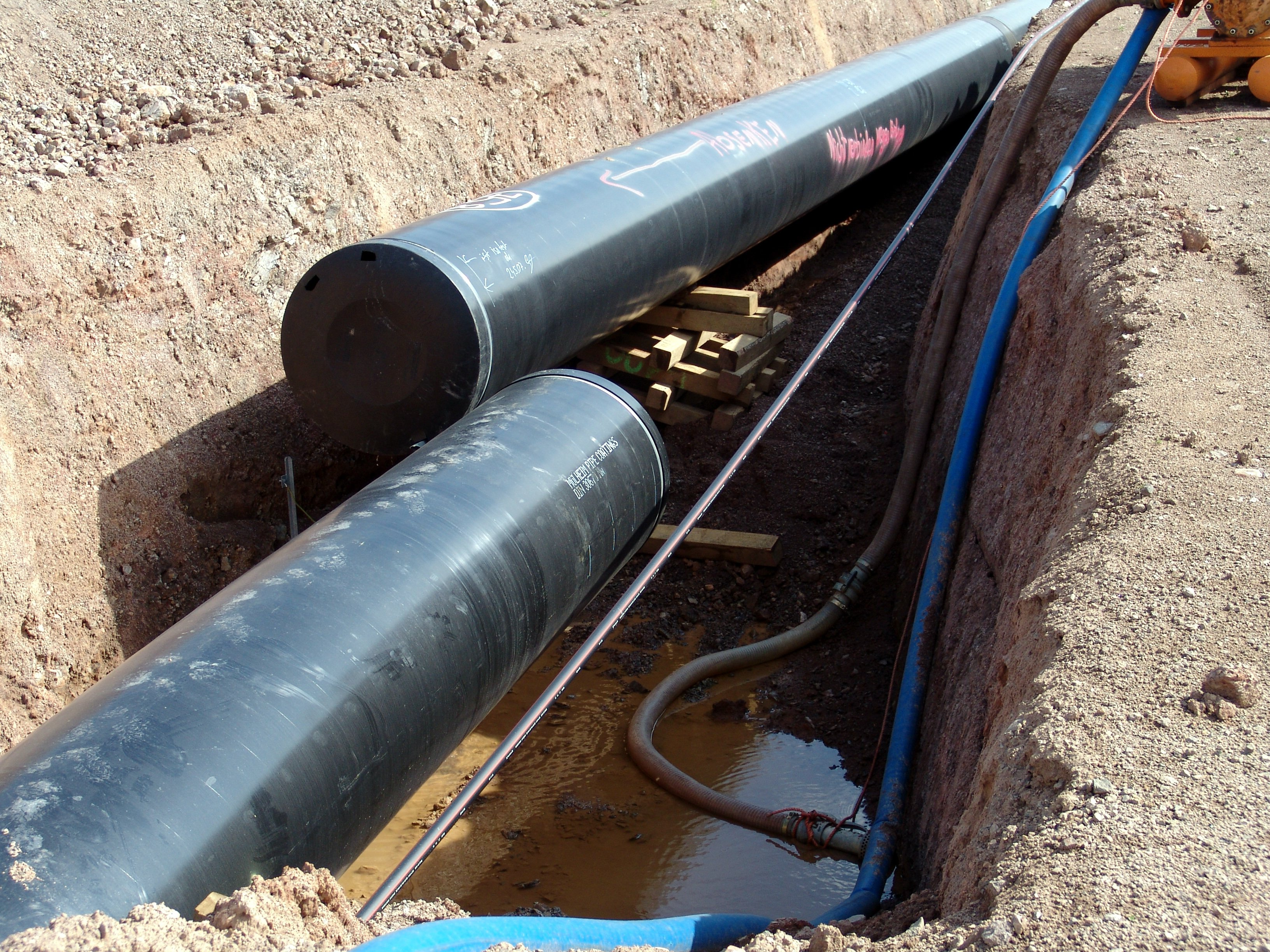

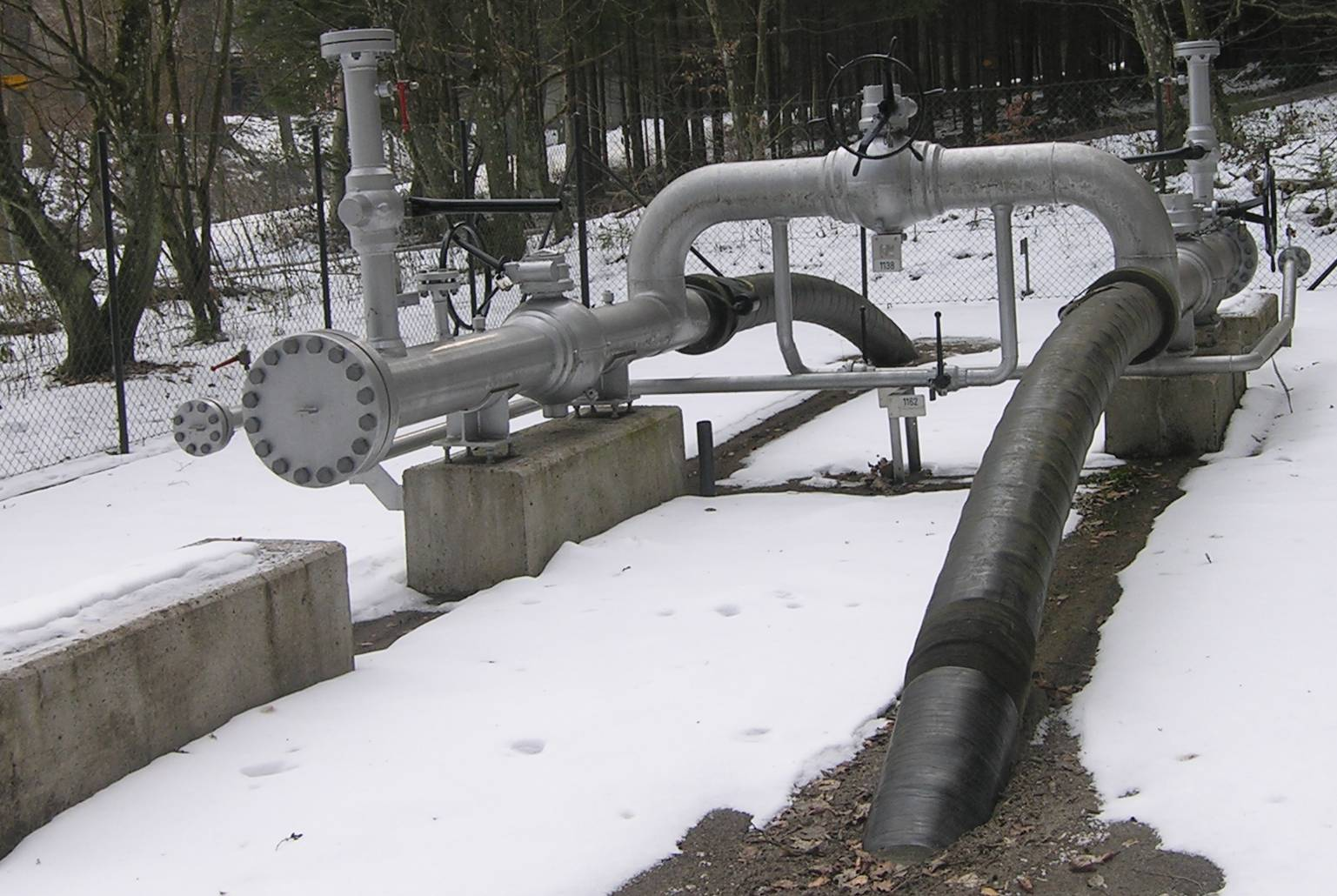

Газопро́ві́д, газогі́н, газові́д — система трубопроводів і допоміжних споруд для транспортування та розподілу газу.

## Історія
Один з перших довгих газопроводів був побудований у 1891 році, він становив 120 миль і транспортував газ із родовищ у центральній Індіані до Чикаго.

## Загальна характеристика
- Магістральні газопроводи призначені для транспортування газу на великі відстані. В пункті призначення магістрального газопроводу розміщені газорозподільчі станції, на котрих тиск понижується до рівня, необхідного наданні кінцевим споживачам.
- Газопроводи розподільчих мереж призначені для доправлення газу від газорозподільчих станцій до кінцевого споживача.
- Скидний газопровід — трубопровід, призначений для скидання в атмосферу газу при спрацюванні регулювальних або запобіжних пристроїв з тим, щоб тиск газу в контрольованій точці не перевищував заданого.

Детальніша інформація про роботу газопроводів на офіційному інтернет-сайті ПАТ «УКРТРАНСГАЗ».

## Види газових мереж
Газ газовими мережами подається під певним надлишковим тиском, в залежності від якого розрізняють газові мережі :
- низького тиску — до 0,05 кгс/см² (5 кн/м²); до 0,05 атм
- середнього — від 0,05 до 3 кгс/см² (5-300 кн/м²); 0,05-2,96 атм
- високого ІІ категорії — від 3 до 6 кгс/см² (300—600 кн/м²); 2,96-5,92 атм
- високого І категорії— від 6 до 12 кгс/см² (600—1200 кн/м²) 5,92-11,84 атм

## Підготовка газу до транспортування
Підготовка газу до далекого транспортування — обробка видобувного природного газу задля видалення складників, що ускладнюють транспортування його по газопроводу. Наявність у газі води, рідких вуглеводнів, агресивних і механічних домішок знижує пропускну здатність газопроводів, підвищує витрату інгібіторів, підсилює корозію обладнання, призводить до необхідності збільшення потужності газокомпресорних станцій, знижує надійність роботи технологічних систем, збільшує ймовірність аварійних ситуацій на газокомпресорних станціях і лінійній частині газопроводів

## Розвиток газопровідного транспорту

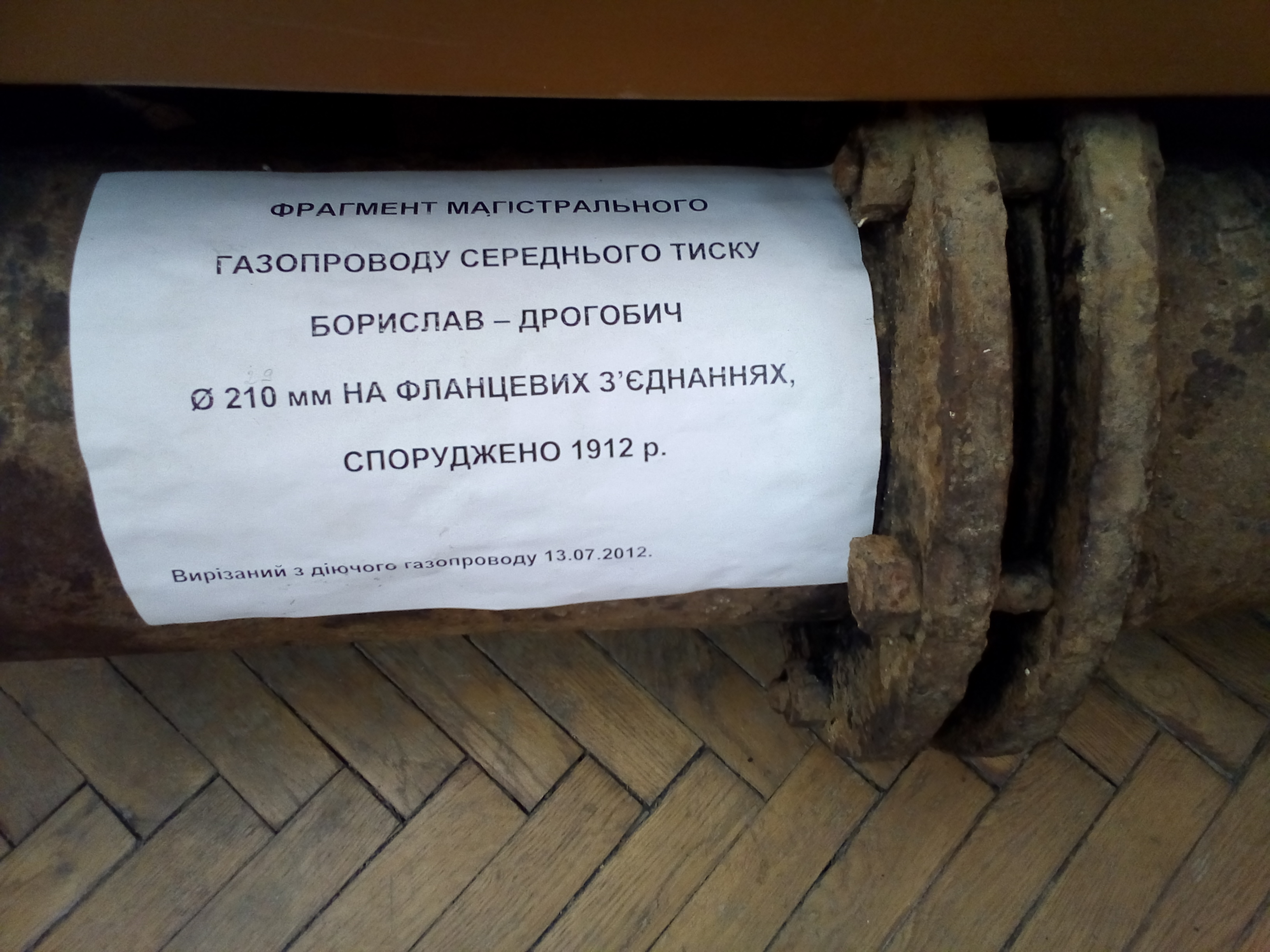
ФРАГМЕНТ першого в Україні газопроводу Борислав-Дрогобич, 1912 рік. Зразок перебуває в Музеї нафти у Бориславі.

Перший 700-метровий газопровід у Прикарпатті було збудовано у 1910 році бориславською фірмою «Камілла». Його проклали з промислу «Клаудіуш» до Дрогобича, завдяки чому топки дрогобицьких нафтопереробних заводів перевели на газ.
Розвиток газопровідного транспорту в колишньому СРСР, до 1941 характеризувалося спорудою газопроводів з труб малих діаметрів (100—250 мм) для подавання газу від родовищ з порівняно невеликими запасами природного і попутного нафтового газу. Перший газопровід далекого газопостачання був споруджений в США в 1944 (Г. «Теннессі»). Діаметр цього газопроводу близько 600 мм, довжина основного газопроводу 3300 км. У наступні роки були створені великі міжрайонні системи газопроводів діаметром до 762—914 мм. У 1946-50 в СРСР споруджуються перші великі магістральні газопроводи для подачі газу з родовищ Саратовської області до Москви та з родовищ Передкарпаття до Києва й інших міст України.
Введений в експлуатацію в 1946 році газопровід Саратов — Москва з труб діаметром 325 мм довжиною 800 км став першим в СРСР магістральним газопроводом. Потім були побудовані найбільші магістралі: Дашава — Київ — Москва (1300 км), Серпухов — Ленінград (813 км), Дашава — Мінськ (665 км), Шебелинка — Білгород — Курськ — Орел — Брянськ (507 км), Саратов — Горький — Череповець (1188 км). Краснодарський край — Ворошиловград (зараз Луганськ) — Серпухов (близько 1300 км) та інші.

## Технологічний розрахунок газопроводу
Завдання розрахунку:

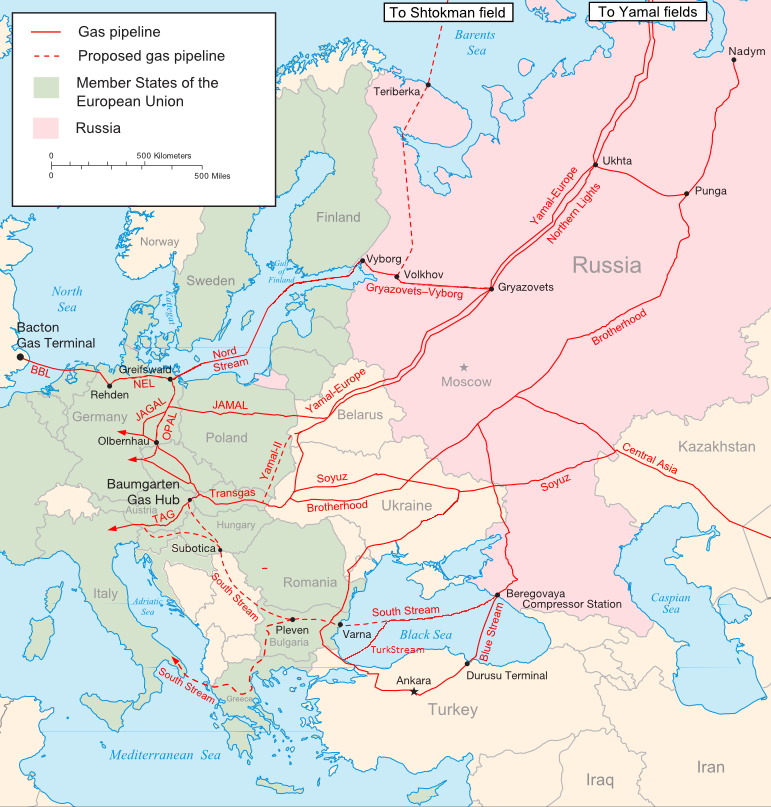
Головні газопроводи Російської Федерації станом на 2009 рік

• визначення оптимальних параметрів магістрального газопроводу (МГ);
• вибір типу газоперекачувальних агрегатів, нагнітачів, апарати повітряного охолодження (АПО), пиловловлювачі (ПВ);
• визначення необхідної кількості компресорних станцій і розташування їх по трасі газопроводу;
• уточнений гідравлічний і тепловий розрахунок лінійних ділянок;
• розрахунок режиму роботи компресорних станцій (КС).
Основними вихідними даними для технологічного розрахунку магістрального газопроводу є:
• плановий обсяг транспортованого газу Q, млрд м3 / рік;
• склад газу, що транспортується і властивості його компонентів;
• протяжність газопроводу L, км;
• характеристики труб і газоперекачувальних агрегатів;
• дані про температуру навколишнього середовища і повітря в районі будівництва газопроводу.

## Керування газопроводом
Польовими пристроями є: прилади, пристрої збору даних та системи зв'язку. Польова вимірювальна техніка охоплює: давачі / передавачі потоку, тиску та температури й інші пристрої для вимірювання потрібних даних. Ці прилади встановлюються вздовж трубопроводу в певних місцях, таких як інжекторні або подавальні станції, помпові станції (рідинні трубопроводи) або компресорні станції (газопроводи), а також блокувальні клапанні станції.
Потім дані, виміряні цими польовими приладами, збираються в окремих пристроях зв'язку з об'єктом (RTU), які передають польові дані до центрального місця в режимі реального часу за допомогою систем зв'язку, таких як супутникові канали, мікрохвильові лінії зв'язку або стільниковий телефон.
Трубопроводи керуються та експлуатуються дистанційно, з того місця, що зазвичай називають «Головною диспетчерською». У цьому центрі всі дані, які стосуються польових вимірювань, об'єднано в одну центральну базу даних. Дані отримуються з декількох RTU системою збирання даних. Зазвичай, можна зустріти RTU, встановлені на кожній станції вздовж трубопроводу.
Система SCADA для трубопроводів.
Система SCADA в Головному диспетчерському приміщенні, отримує всі польові дані та представляє їх оператору трубопроводу через набір екранів або людино-машинний  інтерфейс, показуючи умови експлуатації трубопроводу. Оператор може контролювати гідравлічні умови лінії, а також надсилати робочі команди (відкрити / закрити клапани, увімкнути / вимкнути компресори або помпи, змінити задані значення тощо) крізь систему SCADA, на віддаль.
Щоб оптимізувати та забезпечити роботу цих можливостей, деякі трубопровідні компанії, використовують так зване «Додаткове програмне забезпечення трубопроводів», яке є програмними інструментами, встановленими поверх системи SCADA, що забезпечують розширену функціональність для виявлення витоків, розташування витоків, відстеження партій (рідкі лінії), відстеження скребків для очищення газопроводу, відстеження складу (композиції), прогнозне моделювання, моделювання на перспективу та навчання операторів.

## Відомі газопроводи
- Європейське газове кільце
- Трансадріатичний газопровід
- Північно-Європейський газопровід
- Магістральний газопровід «Мир»
- Транс'європейський газопровід
- Транс-Середземноморський газопровід
- Газопровід «Союз»
- Газопровід Уренгой — Помари — Ужгород
- Газопроводи США
- Газотранспортна система України